# Кизиловский
Кизиловский — упразднённый в 1995 году посёлок в Кунашакском районе Челябинской области России. На момент упразднения входил в состав Буринского сельсовета.

## География
Располагался в северной части района, на левом берегу у запруды реки Караболка, на расстоянии примерно 3 километров (по прямой) к юго-западу от села Новобурино.

## История
В 1970-е и 1980-е годы в посёлке размешалась бригада 3-го отделения совхоза «Тахталымский».
Исключён из учётных данных постановлением областной думы № 307 от 21.12.1995 г.

## Население
| 1970 | 1977 | 1983 |
| ---- | ---- | ---- |
| 81   | ↘41  | ↘19  |

## Транспорт
Просёлочные дороги к деревне Кунакбаева и  к селу Новобурино .